# Puchar USA 1997 w piłce nożnej
Puchar USA 1997 – piąta edycja turnieju towarzyskiego o Puchar USA odbyła się w 1997 w Stanach Zjednoczonych.

## Uczestnicy
W turnieju uczestniczyły cztery drużyny :
- Dania+
- Meksyk
- Peru
- Stany Zjednoczone

+reprezentacja ligi duńskiej, mecze tej reprezentacji nie są przez tamtejszą federację uznawane za oficjalne.

## Mecze
| 17 stycznia San Diego Stany Zjednoczone |  | Meksyk | 3 | - | 1 (1-0) | Dania |

| 17 stycznia San Diego |  | Stany Zjednoczone | 0 | - | 1 (0-1) | Peru |

| 19 stycznia Pasadena |  | Stany Zjednoczone | 0 | - | 2 (0-1) | Meksyk |

| 19 stycznia Pasadena Stany Zjednoczone |  | Dania | 2 | - | 1 (1-0) | Peru |

| 22 stycznia Pasadena |  | Stany Zjednoczone | 1 | - | 4 (1-3) | Dania |

| 22 stycznia Pasadena Stany Zjednoczone |  | Meksyk | 0 | - | 0 | Peru |

## Tabela końcowa
| M | Reprezentacja     | L.m. | Zw. | Rem. | Por. | Bramki | R.br. | Pkt |
| 1 | Meksyk            | 3    | 2   | 1    | 0    | 5:1    | +4    | 7   |
| 2 | Dania             | 3    | 2   | 0    | 1    | 7:5    | +2    | 6   |
| 3 | Peru              | 3    | 1   | 1    | 1    | 2:2    | 0     | 4   |
| 4 | Stany Zjednoczone | 3    | 0   | 0    | 3    | 1:7    | -6    | 0   |

Zwycięzcą turnieju o Puchar USA 1997 został  Meksyk.